# Dora Riedel
Dora Riedel Seinecke (1906-1982) là một kiến trúc sư người Chile, vào năm 1930, đã trở thành người phụ nữ đầu tiên nhận được bằng cấp kiến trúc ở Chile.

## Đời sống
Dora Riedel sinh ngày 11 tháng 3 năm 1906 tại Valdivia, Chile với cha mẹ người Đức. Năm 1925, Riedel trúng tuyển tại Đại học Chile. Vào ngày 9 tháng 12 năm 1930, Dora Riedel trở thành người phụ nữ đầu tiên nhận bằng về kiến trúc trong nước.
Sau khi tốt nghiệp, Riedel dành một năm làm việc tại Bộ Công chính Chile.
Năm 1931, Riedel tới Đức, nơi cô tiếp tục việc học tại Đại học Stuttgart. Tại Đức, cô đã gặp Anton Hammerle, người sau này cô kết hôn.
Dora Riedel Seinecke qua đời năm 1982.  
Năm 2017, Colegio de Arquitectos de Chile đã giới thiệu Giải thưởng Dora Riedel để vinh danh Riedel.